# 高怡平
高怡平（1966年6月7日—），出生於台灣台北市，台灣綜藝節目主持人。童星時期曾在電影《愛的天地》扮演佣人的女兒，沒有台詞。北一女、國立台灣大學外國語文學系畢業後，考取中視外景主持人，在崔麗心主持的中視晨間節目《我愛早晨》做外景主持人。1991年主持中視益智節目《天才總動員》，1993年主持華視綜藝節目《連環泡》的單元〈明星發射站〉與特別節目〈溫馨國片特輯〉，1996年獲百是傳播老闆黃義雄選為中視交友節目《非常男女》女主持人而走紅。2002年與在上海經營房地產和飯店業有成的蘇曉萌交往三個月後赴美國閃電結婚，婚後移居上海。2008年移居回台，與卜學亮同台主持華視《快樂星期天》，並開始接觸時尚界之活動。2010年加入Miss Sofi包款設計師行列。2016年11月復出演藝圈，主持好消息衛星電視台節目《轉轉發現愛》並獲得第55屆金鐘獎電視金鐘獎生活風格節目主持人獎。

## 家族
高怡平在家排行老二。
- 父親是前中華民國國防部駐外武官高深，2021年9月16日病逝。
- 母親是聲樂家劉美燕。
- 舅舅是音樂人劉家昌，2024年12月2日病逝。
- 丈夫是蘇曉萌，育有一子「展展」。

## 主持作品
| 年份                                   | 頻道             | 節目                                  | 備註                       |
| -------------------------------------- | ---------------- | ------------------------------------- | -------------------------- |
| 1997年4月14日-1997年7月28日            | 台視             | 《非常挑戰》                          | 與呂珍儀主持               |
| 1997-1998年                            | 台視             | 《玫瑰之夜》                          | 第三代，與澎恰恰主持       |
|                                        | 台視             | 《藝形帝國》                          | 第一代，與胡瓜、賀一航主持 |
| 1991年7月1日-1992年6月30日             | 中視             | 《天才總動員》                        |                            |
|                                        | 中視             | 《星際爭霸》                          |                            |
| 1996年8月8日-2003年9月25日             | 中視             | 《非常男女》                          | 第一代，與胡瓜主持         |
| 1998年9月15日-1999年5月29日            | 中視             | 《非常關係》                          | 與吳宗憲主持               |
| 2007年12月31日19:00～2008年1月1日01:00 | 中視             | 《星光閃耀 桃園好YOUNG 2008跨年晚會》 |                            |
|                                        | 華視             | 《連環泡》〈明星發射站〉              | 單元主持                   |
|                                        | 華視             | 《連環泡》特別節目〈溫馨國片特輯〉    | 與曾志偉主持               |
| 2000年8月1日-2001年5月1日              | 華視             | 《IQ GO》                             |                            |
| 2008年-2008年4月6日                    | 華視             | 《快樂星期天》                        | 與卜學亮主持               |
|                                        | TVBS頻道→TVBS-G  | 《娛樂新聞》                          | 第一代                     |
| 1995年9月1日-2001年                    | 三立都會台       | 《完全娛樂》                          | 第一代                     |
|                                        | 三立都會台       | 《封面人物》                          | 第一代                     |
| 2016年11月2日～至今                    | 好消息衛星電視台 | 《轉轉發現愛》                        |                            |

### 頒獎典禮

#### 金馬獎
| 年份   | 節目                 | 頻道 | 備註       |
| ------ | -------------------- | ---- | ---------- |
| 1998年 | 第35屆金馬獎頒獎典禮 | 中視 | 搭檔吳宗憲 |
| 2001年 | 第38屆金馬獎頒獎典禮 | 超視 | 搭檔蔡康永 |

### 廣播節目
| 時間                                 | 頻道       | 節目                   | 備註     |
| 2023年4月25日-2023年4月26日          | 中廣流行網 | 《欸！我說到哪裡了？》 | 代班主持 |
| 2023年7月18日-2023年7月20日          | 中廣流行網 | 《欸！我說到哪裡了？》 | 代班主持 |
| 2023年7月24日-2023年7月27日          | 中廣流行網 | 《欸！我說到哪裡了？》 | 代班主持 |
| 2023年8月1日-2023年8月3日            | 中廣流行網 | 《欸！我說到哪裡了？》 | 代班主持 |
| 2023年9月13日-2023年9月14日          | 中廣流行網 | 《欸！我說到哪裡了？》 | 代班主持 |
| 2023年9月18日-2023年9月19日          | 中廣流行網 | 《欸！我說到哪裡了？》 | 代班主持 |
| 2023年9月21日                        | 中廣流行網 | 《欸！我說到哪裡了？》 | 代班主持 |
| 2023年10月9日                        | 中廣流行網 | 《欸！我說到哪裡了？》 | 代班主持 |
| 2023年10月23日-2023年10月24日        | 中廣流行網 | 《欸！我說到哪裡了？》 | 代班主持 |
| 2023年10月26日                       | 中廣流行網 | 《欸！我說到哪裡了？》 | 代班主持 |
| 2023年10月30日                       | 中廣流行網 | 《欸！我說到哪裡了？》 | 代班主持 |
| 2024年3月18日-2024年3月21日          | 中廣流行網 | 《欸！我說到哪裡了？》 | 代班主持 |
| 2024年5月6日                         | 中廣流行網 | 《欸！我說到哪裡了？》 | 代班主持 |
| 2024年5月8日-2024年5月9日            | 中廣流行網 | 《欸！我說到哪裡了？》 | 代班主持 |
| 2024年5月13日-2024年5月14日          | 中廣流行網 | 《欸！我說到哪裡了？》 | 代班主持 |
| 2024年5月16日                        | 中廣流行網 | 《欸！我說到哪裡了？》 | 代班主持 |
| 2024年5月20日-2024年5月22日          | 中廣流行網 | 《欸！我說到哪裡了？》 | 代班主持 |
| 2024年5月27日-2024年5月29日          | 中廣流行網 | 《欸！我說到哪裡了？》 | 代班主持 |
| 2024年6月3日-2024年6月6日            | 中廣流行網 | 《欸！我說到哪裡了？》 | 代班主持 |
| 2024年6月11日-2024年6月13日          | 中廣流行網 | 《欸！我說到哪裡了？》 | 代班主持 |
| 2024年6月17日-2024年6月20日          | 中廣流行網 | 《欸！我說到哪裡了？》 | 代班主持 |
| 2024年6月24日-2024年6月27日          | 中廣流行網 | 《欸！我說到哪裡了？》 | 代班主持 |
| 2024年7月1日-2024年7月2日            | 中廣流行網 | 《欸！我說到哪裡了？》 | 代班主持 |
| 2024年10月28日、10月30日-10月31日    | 中廣流行網 | 《欸！我說到哪裡了？》 | 代班主持 |
| 2024年11月4日、11月6日-11月7日       | 中廣流行網 | 《欸！我說到哪裡了？》 | 代班主持 |
| 2024年12月25日-2024年12月26日        | 中廣流行網 | 《欸！我說到哪裡了？》 | 代班主持 |
| 2024年12月30日-2025年1月2日          | 中廣流行網 | 《欸！我說到哪裡了？》 | 代班主持 |
| 2025年3月3日-2025年3月6日            | 中廣流行網 | 《欸！我說到哪裡了？》 | 代班主持 |
| 2025年3月10日-2025年3月11日、3月13日 | 中廣流行網 | 《欸！我說到哪裡了？》 | 代班主持 |
| 2025年3月17日                        | 中廣流行網 | 《欸！我說到哪裡了？》 | 代班主持 |
| 2025年5月19日-2025年5月22日          | 中廣流行網 | 《欸！我說到哪裡了？》 | 代班主持 |
| 2025年6月23日-2025年6月26日          | 中廣流行網 | 《欸！我說到哪裡了？》 | 代班主持 |
| 2025年6月30日-2025年7月3日           | 中廣流行網 | 《欸！我說到哪裡了？》 | 代班主持 |
| 2025年7月7日-2025年7月8日            | 中廣流行網 | 《欸！我說到哪裡了？》 | 代班主持 |
| 2025年7月23日-2025年7月24日          | 中廣流行網 | 《欸！我說到哪裡了？》 | 代班主持 |
| 2025年8月4日-2025年8月7日            | 中廣流行網 | 《欸！我說到哪裡了？》 | 代班主持 |

## 演出作品

### 廣播劇
| 年份 | 頻道     | 劇名           | 飾演 |
| ---- | -------- | -------------- | ---- |
|      | Power989 | 廣播劇《幽會》 |      |

### 電視劇
| 年份   | 頻道 | 劇名           | 飾演       |
| ------ | ---- | -------------- | ---------- |
| 2002年 | 台視 | 《愛情大魔咒》 | 補習班老師 |

## 獎項紀錄
| 年份 | 典禮名稱     | 獎項                 | 作品名稱                  | 單位                       | 結果 |
| ---- | ------------ | -------------------- | ------------------------- | -------------------------- | ---- |
| 1999 | 第34屆金鐘獎 | 綜藝節目主持人獎     | 《非常男女》              | 中國電視公司               | 提名 |
| 2020 | 第55屆金鐘獎 | 生活風格節目主持人獎 | 《家庭八點檔 轉轉發現愛》 | 米迦勒傳播事業股份有限公司 | 獲獎 |
| 2021 | 第56屆金鐘獎 | 生活風格節目主持人獎 | 《家庭八點檔 轉轉發現愛》 | 米迦勒傳播事業股份有限公司 | 提名 |

## 外部連結
- 高怡平 Isabel Kao的Facebook專頁